# Gran Premio di Monaco 1987
Il Gran Premio di Monaco 1987 è stato il 440º Gran Premio di Formula 1 della storia, corso il 31 maggio sul tracciato cittadino di Monaco. Fu la quarta gara del Campionato mondiale di Formula 1 1987.

## Vigilia

### Organizzazione della gara
La gara venne organizzata dall'Automobile Club di Montecarlo. Per l'occasione furono impiegate 1500 persone, per la maggior parte volontari, di cui 550 commissari di percorso.
La principale novità riguardò il numero dei piloti ammessi alla gara, solitamente inferiore rispetto a quello di tutti gli altri circuiti, a causa della natura stretta e tortuosa del tracciato. Nel 1987 fu concessa per la prima volta una griglia completa di 26 auto, secondo alcuni, in accordo con la FISA, per rendere lineari le griglie di tutti i Gran Premi, anche se un'altra interpretazione differente affermava che ciò accadde per diminuire al minimo i non-qualificati e tranquillizzare gli sponsor. In questo modo si diffusero però preoccupazioni sul sovraffollamento della pista e le differenze di velocità fra le vetture in gara.
Come gara di contorno venne inoltre previsto il tradizionale appuntamento della gara di Formula 3.

## Prove libere

### Resoconto
Durante le prove libere Michele Alboreto e Christian Danner si scontrarono, creando un grave incidente: la Ferrari fu scaraventata in aria ma fortunatamente atterrò sul tracciato. La FISA decise di squalificare Danner per tutto il week-end, cosa che accadde per la prima volta nella storia del Campionato mondiale di Formula 1.
Ci furono proteste e discussioni in tutto il paddock, in quanto a dir di molti la punizione inflitta a Danner fu troppo severa. Infatti, in passato ci furono incidenti ben peggiori nelle prove libere e Danner, nell'incidente, non ebbe una responsabilità maggiore rispetto ai piloti coinvolti nei precedenti incidenti.

## Qualifiche

### Resoconto
La pole position fu conquistata da Nigel Mansell su Williams, davanti ad Ayrton Senna (Lotus) e al compagno Nelson Piquet.

### Risultati
| Pos | No | Pilota             | Costruttore              | Q1       | Q2          | Distacco |
| --- | -- | ------------------ | ------------------------ | -------- | ----------- | -------- |
| 1   | 5  | Nigel Mansell      | Williams - Honda         | 1.24:514 | 1'23"039    |          |
| 2   | 12 | Ayrton Senna       | Lotus - Honda            | 1.25:255 | 1'23"711    | +0"672   |
| 3   | 6  | Nelson Piquet      | Williams - Honda         | 1.25:917 | 1'24"755    | +1"716   |
| 4   | 1  | Alain Prost        | McLaren - TAG Porsche    | 1.25:574 | 1'25"083    | +2"044   |
| 5   | 27 | Michele Alboreto   | Ferrari                  | 1.27:017 | 1'26"102    | +3"063   |
| 6   | 18 | Eddie Cheever      | Arrows - Megatron        | 1.27:716 | 1'26"175    | +3"136   |
| 7   | 2  | Stefan Johansson   | McLaren - TAG Porsche    | 1.27:701 | 1'26"317    | +3"278   |
| 8   | 28 | Gerhard Berger     | Ferrari                  | 1.29:281 | 1'26"323    | +3"284   |
| 9   | 20 | Thierry Boutsen    | Benetton - Ford          | 1.27:082 | 1'26"630    | +3"591   |
| 10  | 7  | Riccardo Patrese   | Brabham - BMW            | 1.26:957 | 1'26"763    | +3"724   |
| 11  | 17 | Derek Warwick      | Arrows - Megatron        | 1.27:685 | 1'27"294    | +4"255   |
| 12  | 19 | Teo Fabi           | Benetton - Ford          | 1.29:264 | 1'27"622    | +4"583   |
| 13  | 24 | Alessandro Nannini | Minardi - Motori Moderni | 1.28:517 | 1'27"731    | +4"692   |
| 14  | 9  | Martin Brundle     | Zakspeed                 | 1.29:801 | 1'27"894    | +4"855   |
| 15  | 3  | Jonathan Palmer    | Tyrrell - Ford           | 1.30:307 | 1'28"088    | +5"049   |
| 16  | 21 | Alex Caffi         | Osella - Alfa Romeo      | 1.36:267 | 1'28"233    | +5"194   |
| 17  | 11 | Satoru Nakajima    | Lotus - Honda            | 1.30:606 | 1'28"890    | +5"851   |
| 18  | 30 | Philippe Alliot    | Lola Larrousse - Ford    | 1'29"114 | 1.29:459    | +6"075   |
| 19  | 16 | Ivan Capelli       | March - Ford             | 1.31:589 | 1'29"147    | +6"108   |
| 20  | 26 | Piercarlo Ghinzani | Ligier - Megatron        | 1.31:098 | 1'29"258    | +6"219   |
| 21  | 8  | Andrea De Cesaris  | Brabham - BMW            | 1.32:643 | 1'29"827    | +6"788   |
| 22  | 25 | René Arnoux        | Ligier - Megatron        | 1.31:270 | 1'30"000    | +6"961   |
| 23  | 4  | Philippe Streiff   | Tyrrell - Ford           | 1.30:765 | 1'30"143    | +7"104   |
| 24  | 23 | Adrian Campos      | Minardi - Motori Moderni | 1.30:805 | senza tempo | +7,766   |
| 25  | 14 | Pascal Fabre       | AGS - Ford               | 1.35:179 | 1'31"667    | +8"628   |

## Gara

### Resoconto
Dopo la partenza la top 3 restò immutata; al terzo giro Philippe Streiff, ancora non del tutto ripresosi dal brutto incidente di Spa, andò nuovamente a sbattere in maniera violenta contro le barriere. La leadership di Mansell durò fino al 30º giro, quando l'inglese dovette ritirarsi a causa di un calo di potenza del turbo. Questo consegnò il primo posto a Senna, che dominò il resto della gara, fermandosi per un cambio gomme senza però perdere la leadership e facendo segnare il giro più veloce della gara.
I piloti della Arrows, Derek Warwick ed Eddie Cheever, si ritirarono quasi contemporaneamente, rispettivamente per un problema al cambio ed al motore. Alain Prost si ritirò mentre era terzo a soli due giri dall'arrivo, a causa di un guasto al motore, regalando ad Alboreto il terzo posto. Quarto fu Berger, davanti a Jonathan Palmer ed Ivan Capelli (entrambi partecipanti al Jim Clark Trophy).

### Risultati
| Pos    | N° | Pilota             | Team                     | Giri | Tempo/Ritiro               | Partenza | Punti |
| ------ | -- | ------------------ | ------------------------ | ---- | -------------------------- | -------- | ----- |
| 1      | 12 | Ayrton Senna       | Lotus - Honda            | 78   | 1h57'54"085                | 2        | 9     |
| 2      | 6  | Nelson Piquet      | Williams - Honda         | 78   | + 33"212                   | 3        | 6     |
| 3      | 27 | Michele Alboreto   | Ferrari                  | 78   | + 1'12"839                 | 5        | 4     |
| 4      | 28 | Gerhard Berger     | Ferrari                  | 77   | + 1 giro                   | 8        | 3     |
| 5 (1)  | 3  | Jonathan Palmer    | Tyrrell - Ford           | 76   | + 2 giri                   | 15       | 2     |
| 6 (2)  | 16 | Ivan Capelli       | March - Ford             | 76   | + 2 giri                   | 19       | 1     |
| 7      | 9  | Martin Brundle     | Zakspeed                 | 76   | + 2 giri                   | 14       |       |
| 8      | 19 | Teo Fabi           | Benetton - Ford          | 76   | + 2 giri                   | 12       |       |
| 9      | 1  | Alain Prost        | McLaren - TAG Porsche    | 75   | Motore                     | 4        |       |
| 10     | 11 | Satoru Nakajima    | Lotus - Honda            | 75   | + 3 giri                   | 17       |       |
| 11     | 25 | René Arnoux        | Ligier - Megatron        | 74   | + 4 giri                   | 22       |       |
| 12     | 26 | Piercarlo Ghinzani | Ligier - Megatron        | 74   | + 4 giri                   | 20       |       |
| 13 (3) | 14 | Pascal Fabre       | AGS - Ford               | 71   | + 7 giri                   | 24       |       |
| Rit    | 18 | Eddie Cheever      | Arrows - Megatron        | 59   | Surriscaldamento           | 6        |       |
| Rit    | 17 | Derek Warwick      | Arrows - Megatron        | 58   | Cambio                     | 11       |       |
| Rit    | 2  | Stefan Johansson   | McLaren - TAG Porsche    | 57   | Motore                     | 7        |       |
| Rit    | 30 | Philippe Alliot    | Lola Larrousse - Ford    | 42   | Motore                     | 18       |       |
| Rit    | 7  | Riccardo Patrese   | Brabham - BMW            | 41   | Problema elettrico         | 10       |       |
| Rit    | 21 | Alex Caffi         | Osella - Alfa Romeo      | 39   | Problema elettrico         | 16       |       |
| Rit    | 8  | Andrea De Cesaris  | Brabham - BMW            | 38   | Sospensione                | 21       |       |
| Rit    | 5  | Nigel Mansell      | Williams - Honda         | 29   | Problemi al turbo          | 1        |       |
| Rit    | 24 | Alessandro Nannini | Minardi - Motori Moderni | 21   | Problema elettrico         | 13       |       |
| Rit    | 4  | Philippe Streiff   | Tyrrell - Ford           | 9    | Incidente                  | 23       |       |
| Rit    | 20 | Thierry Boutsen    | Benetton - Ford          | 5    | Trasmissione               | 9        |       |
| NP     | 23 | Adrián Campos      | Minardi - Motori Moderni | 0    | Infortunio                 | 0        |       |
| ES     | 10 | Christian Danner   | Zakspeed                 |      | Escluso (guida pericolosa) |          |       |

Tra parentesi le posizioni valide per il Jim Clark Trophy, per le monoposto con motori N/A

## Classifiche

### Piloti
| *  | Pilota            | Punti |
| -- | ----------------- | ----- |
| 1  | Alain Prost       | 18    |
| 2  | Ayrton Senna      | 15    |
| 3  | Stefan Johansson  | 13    |
| 4  | Nelson Piquet     | 12    |
| 5  | Nigel Mansell     | 10    |
| 6  | Michele Alboreto  | 8     |
| 7  | Gerhard Berger    | 6     |
| 8  | Andrea De Cesaris | 4     |
| 9  | Eddie Cheever     | 3     |
|    | Satoru Nakajima   | 3     |
| 11 | Thierry Boutsen   | 2     |
|    | Martin Brundle    | 2     |
|    | Jonathan Palmer   | 2     |
| 14 | René Arnoux       | 1     |
|    | Ivan Capelli      | 1     |

### Costruttori
| *  | Team                  | Punti |
| -- | --------------------- | ----- |
| 1  | McLaren - TAG Porsche | 31    |
| 2  | Williams - Honda      | 22    |
| 3  | Lotus - Honda         | 18    |
| 4  | Ferrari               | 14    |
| 5  | Brabham - BMW         | 4     |
| 6  | Arrows - Megatron     | 3     |
| 7  | Benetton - Ford       | 2     |
|    | Zakspeed              | 2     |
|    | Tyrrell - Ford        | 2     |
| 10 | Ligier - Megatron     | 1     |
|    | March - Ford          | 1     |

### Trofeo Jim Clark
| Pos | Pilota           | Punti |
| --- | ---------------- | ----- |
| 1   | Philippe Streiff | 21    |
| 2   | Jonathan Palmer  | 18    |
| 3   | Pascal Fabre     | 16    |
| 4   | Philippe Alliot  | 15    |
| 5   | Ivan Capelli     | 6     |

### Trofeo Colin Chapman
| Pos | Team           | Punti |
| --- | -------------- | ----- |
| 1   | Tyrrell-Ford   | 39    |
| 2   | AGS-Ford       | 16    |
| 3   | Larrousse-Ford | 15    |
| 4   | March-Ford     | 6     |